# ぎなた読み
ぎなた読み（ぎなたよみ）は、日本語において、語句の区切りを間違えて読むこと。弁慶読みともいう。

## 概説
「弁慶がなぎなたを持って」という一文を、本来「弁慶が、なぎなたを持って」と読むべきところを「弁慶がな、ぎなたを持って」と読むように、句切りを誤って読むことに由来する。
一般的に読字力・語彙力に乏しい子供が行う読書の悪癖のひとつとして知られる。

### 基本的な例
- ここではきものをぬいでください[4]
  - ここで履物を脱いでください
  - ここでは着物を脱いでください
- しんだいしゃをてはい
  - 寝台車を手配
  - 死んだ医者を手配
- ふろにはいるかはいらないか
  - 風呂に入るか入らないか
  - 風呂にはイルカはいらないか
- テレビのみすぎ
  - テレビの見すぎ
  - テレビ飲みすぎ
- あのおかまでかけていこう
  - あの丘まで駆けていこう
  - あのお釜出かけて憩う
- ゆでたまごをつくった
  - ゆで卵をつくった
  - 茹でた孫をつくった
- ねえちゃんとおふろはいってる？
  - ねえ、ちゃんとお風呂はいってる？（「入ってる」または「行ってる」）
  - 姉ちゃんとお風呂はいってる？
- おもいこんだらしれんのみちを
  - テレビアニメ『巨人の星』のオープニング主題歌「ゆけゆけ飛雄馬」の歌詞の最初の部分。音としては「おもいこんだらしれんのみちを」で、正しい歌詞は「思い込んだら　試練の道を」である。だが、聴覚的には「おもい～　こんだ～ら」という長さの音の組み合わせになっており、それを「重い コンダラ...」と聞き取る子供が続出した。ふざけて、整地ローラーのことを「こんだら」と呼ぶ俗称も生じた[5][6]。
- エースがちんこ対決
  - 京都新聞2005年7月16日付朝刊の第87回全国高校野球選手権滋賀大会1回戦・八幡商対能登川での見出しで、「ガチンコ」をひらがなで表記したことにより「エースが / ちんこ対決」と読まれた[7]。
- にわにはにわにわとりがいる
  - 庭には2羽 鶏がいる
  - 庭に埴輪 鶏 ガイル

どちらの区切りが正しいかは文脈によるもの
もともと一方の意味で読んでほしい文章なら、他方は「ぎなた読み」の誤読ということになる。
- のろいのはかばだ。
  - 呪いの墓場だ。
  - のろい（鈍い、ノロい）のはカバだ。

- いいなまえだ。
  - いい名前だ。
  - いいな、前だ。

- くるまでまつ。
  - 来るまで待つ。
  - 車で待つ。

- さがのさんいんせん。
  - 嵯峨野山陰線。
  - 佐賀の参院選。

- きょうちゅうにちかった。
  - 胸中に誓った。
  - 今日中日勝った。

- せつなさみだれうち
  - コンピュータゲーム『女神転生シリーズ』に登場する技のひとつ。正しい表記は「刹那五月雨撃ち」だが、初登場作品である『女神異聞録ペルソナ』はステータス画面等でひらがな表記され、戦闘で実際に使うまで漢字表記を見ることができなかったため、「切なさ乱れ撃ち」と勘違いするプレイヤーがいた。その後、アトラスは『真・女神転生 STRANGE JOURNEY』において、セルフパロディとして実際に「切なさ乱れ撃ち」という技を登場させた。

漢字ばかりの箇所でも起きる事例
- 1日中山道
  - 1991年に放送されたフジテレビの番組『上岡龍太郎にはダマされないぞ!』の中で、「旧中山道（きゅうなかせんどう）」の読み違いの例として「いちにちじゅう やまみち」（1日中 山道、「旧」のへんと部首を分読して「1日」（いちにち）と読んでしまい、更に“中”と“山”の間で区切ってしまったもの）が紹介されたことがある。
  - なお、アナウンサーの有賀さつきは番組内でこの読み違いの例を紹介する際に「きゅうちゅうさんどう」と誤読して発音してしまい、これが前後関係を誤解されて「有賀さつきは“旧中山道”を“いちにちじゅうやまみち”と誤読した」という都市伝説が生まれている。

- アフガン航空相撲殺される
  - 匿名掲示板「2ちゃんねる」（当時）のニュース速報板に建てられた『アフガン航空相撲殺される（アフガンこうくうしょう ぼくさつされる）』というニュースを伝えるスレッドで、この記事名を「アフガンの航空（観光）大臣が撲殺される」ではなく「アフガン航空相撲 / 殺される（アフガンこうくうずもう / ころされる）」と誤読する人が続出した。「アフガン航空相撲」なる架空の格闘技が存在するとするジョークも誕生した。

- 暴カニ男（ぼうかにおとこ、あばれかにおとこ）
  - 2002年に2ちゃんねるニュース速報+板に建てられた「【社会】“暴力二男”殺害の母親らに実刑判決」というニュースを伝えるスレッドで、タイトル中の「暴『力二』男（ぼうりょくじなん）」の「力二」の部分を「カニ（かに）」と誤読する者が現れ、さらに区切りを「暴/カニ男」としたことで「暴カニ男なる人物が殺害された」とするジョークが発生し、アスキーアートが作成されたり同様に「暴力二男」というワードが登場するニュースが話題になるとそのスレッドが「カニ男」をネタにするレスで溢れ返る現象が起こるようになった。

- 残酷なのは戦争
  - 2008年6月23日朝日新聞夕刊の第二次世界大戦の悲惨さを伝える記事だが、「魔法少女リリカルなのは」という作品が存在したため「残酷・なのは戦争」と読み替えられた。

- 毎日新聞を読む
  - 「毎日、（紙名を問わず）新聞を読む」と「毎日新聞を読む（読まない日もある）」の両方の意味に取れる。前述の「どちらの区切りが正しいかは文脈によるもの」に相当する。

### 防止策
書き手側の防止策
ぎなた読みされてしまうのを防止するために書き手がすること
- やむを得ず「ひらがな」ばかりで文章を書く場合は、意味の区切りで読点「、」を入れる。あるいはスペース（空白文字）で区切りをはっきりさせる（わかち書き）。
  - 小学校低学年の教科書などでは、わかち書きをすることが一般的。大人の日本人向けの文章でやむを得ずひらがなを連続させる場合は、読点で区切りを明確化するのが一般的。なお日本語学校や日本語学習コースで使われる日本語学習用のテキストでも、初歩のひらがなばかりの段階ではわかち書きを使うことがある。

- 漢字で表記することが一般的な用語は、漢字で表記する。難読用語はカッコ書きで読み方を添える（たとえば「蓋然性（がいぜんせい）」など）、あるいは漢字にルビをふる。
- 漢字だけが連続する部分、漢字が連続する箇所で、誤った区切りかたをされる可能性があると予想される場合は、あえて漢字の間にひらがなの助詞を入れて区切りと意味を明確化したり、ひらがな同様に読点やスペースを入れて区切りを指定する。

## 「かな漢字変換」によるもの
ワープロやパソコンのかな漢字変換が、かな入力を漢字に変換するプロセスで、意味の区切り部分を判定できず、本人の文字認識とは無関係に「ぎなた読み」の文章が生成されることがあり、電子掲示板やネット投稿でスラングとなって意図的に使用される例もある。

## その他

### 意図的にぎなた読みを起こさせる歌詞や遊び
「ぎなた読み」で誤読すると卑猥な意味になる文章をつくって遊ぶ場合がある。
- ぱんつくったことある？
  - 正しい区切り方、正しい解釈のしかたは「パン作ったことある？」であるが「パンツ / 食ったことある」とも読めるため、ひっかけ遊びとして用いられることの多い、ぎなた読みのひとつ[12]。平田昌広・平田景の絵本に、ぎなた読みを題材にした『ぱんつくったよ。』（ISBN 978-4-3370-1653-8）『ぱんつくったよ。2』（ISBN 978-4-3370-1658-3）がある[13]。
- 金太の大冒険
  - つボイノリオが1975年に発表した楽曲。歌詞中に「金太（きんた）」の後に必ず「ま」から始まる単語が添えられており、意図的に「金玉」と、ぎなた読みさせることを狙ったコミックソングとなっている（「金太の大冒険」も参照）。
- この先生きのこる
  - 「この先、生き残る」という意味で「この先生きのこる」と書かれたものを「この先生、きのこる」と誤読する者が多かった。一部に面白がる人がいて、繰り返し言及され、「きのこる先生」というキャラクターまで作りだす人もいた[14]。

この種の関連項目
- 空耳アワー（タモリの番組のコーナー）

## 他言語の事例
日本語以外の言語のぎなた読みの例。
韓国瑜
正しくはハン・グォユィと読む。中華民国（台湾）の政治家。姓名の区切りの位置を変えると、姓は「韓国」となり、名は「瑜」と誤読されてしまう。中国語で「瑜」と「魚」は同音であることから、台湾のネットユーザーには「Korean fish（韓国魚）」と呼ばれることがある。
ソナ タヌン チャ
韓国の現代自動車が生産する中型のセダンであるヒュンダイ・ソナタの初代モデルは評判が芳しくなく、セールスコピーの｢쏘나타 는 차（ソナタ ヌン チャ、「ソナタは車」の意）」を読み変えて｢소 나 타는 차（「ソ ナ タヌン」 チャ、「牛と私が乗る車」の意味になる）｣と揶揄された。